# Misje dyplomatyczne Australii

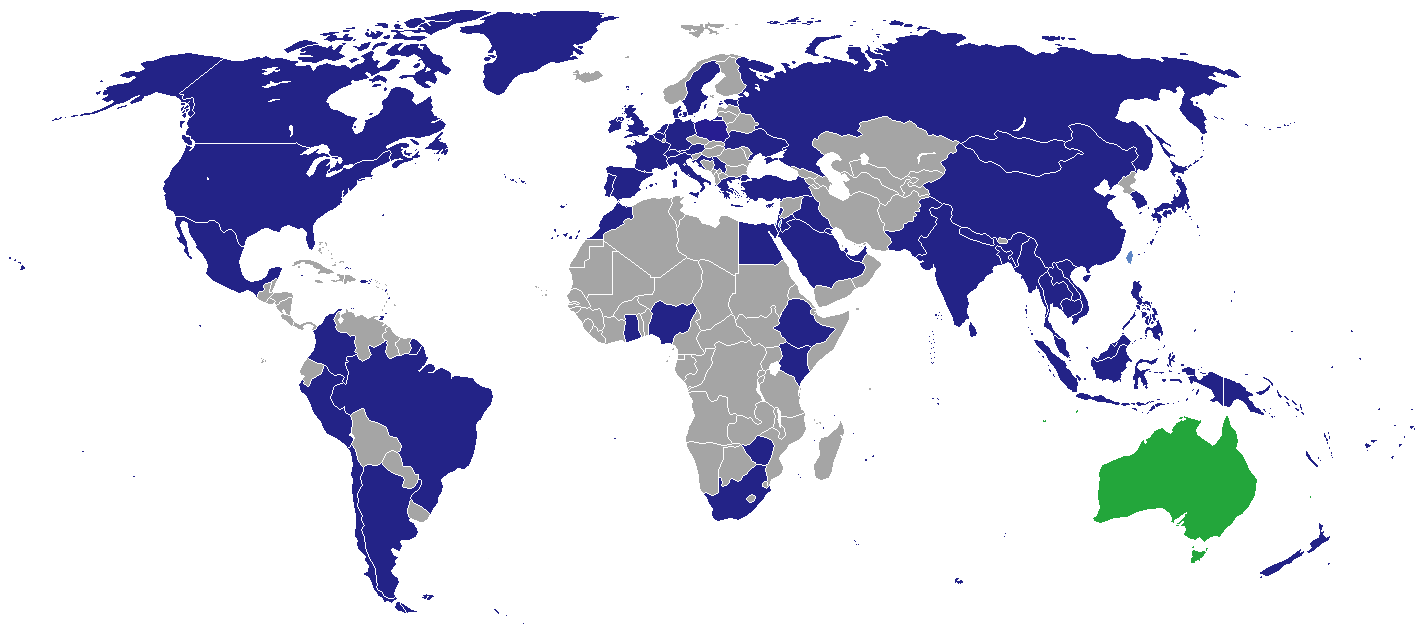
Kraje, w których Związek Australijski ma swoje przedstawicielstwa dyplomatyczne

Misje dyplomatyczne Australii – przedstawicielstwa dyplomatyczne Związku Australijskiego przy innych państwach i organizacjach międzynarodowych. Poniższa lista zawiera wykaz obecnych ambasad, wysokich komisji i konsulatów zawodowych. Nie uwzględniono konsulatów honorowych.
Australia i Kanada zawarły umowę na mocy której przedstawicielstwa dyplomatyczne tych państw świadczą usługi konsularne obywatelom drugiego państwa w krajach, gdzie nie ma ono misji dyplomatycznej.

## Europa
- Austria
  - Wiedeń (Ambasada)
- Belgia
  - Bruksela (Ambasada)
- Chorwacja
  - Zagrzeb (Ambasada)
- Cypr
  - Nikozja (Wysoka komisja)
- Czechy
  - Praga (Konsulat)
- Dania
  - Kopenhaga (Ambasada)
- Francja
  - Paryż (Ambasada)
  - Numea (Konsulat generalny)
- Grecja
  - Ateny (Ambasada)
- Hiszpania
  - Madryt (Ambasada)
- Holandia
  - Haga (Ambasada)
- Irlandia
  - Dublin (Ambasada)
- Malta
  - Valletta (Wysoka komisja)
- Niemcy
  - Berlin (Ambasada)

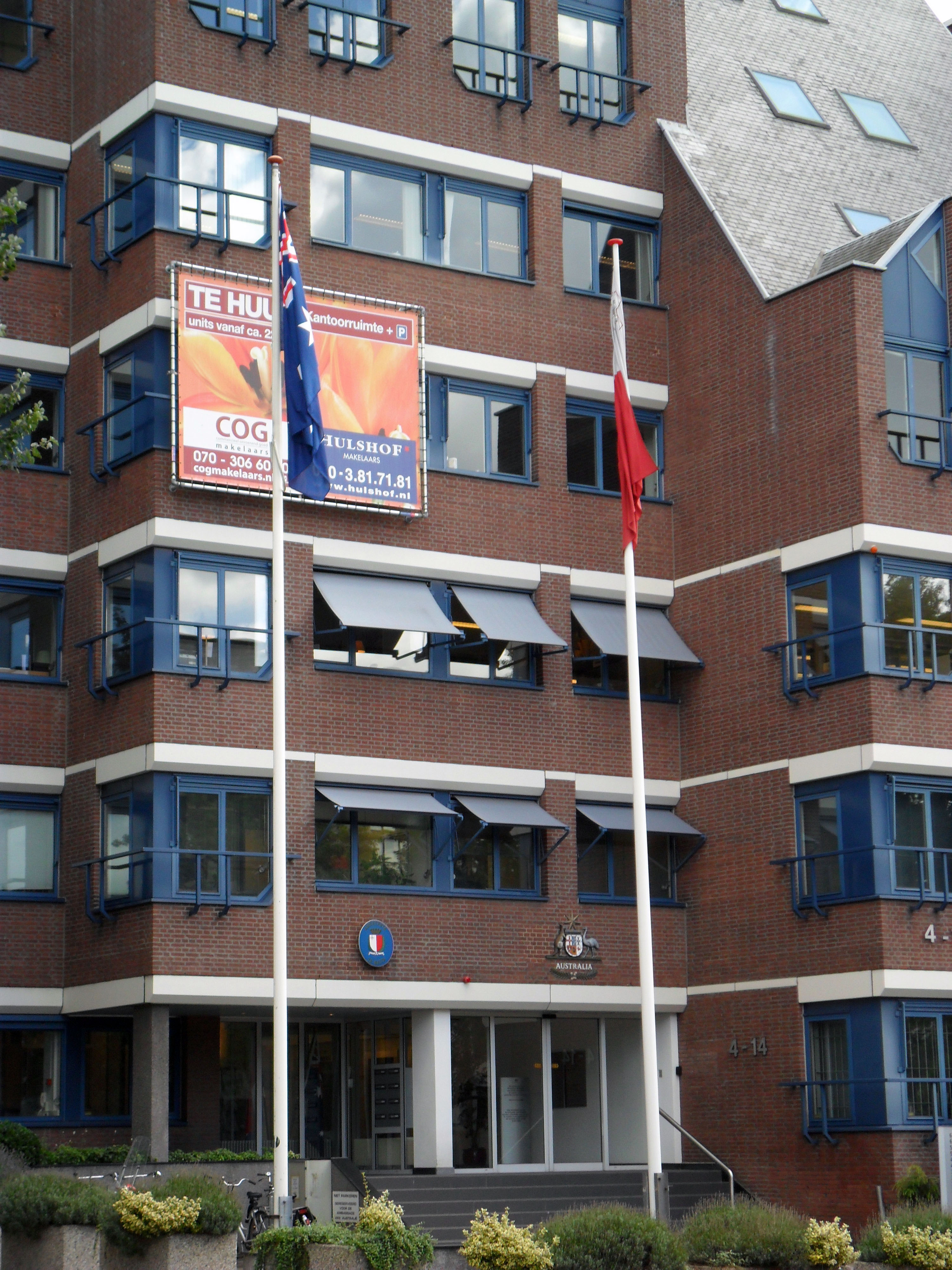
Ambasada Australii i Malty w Hadze

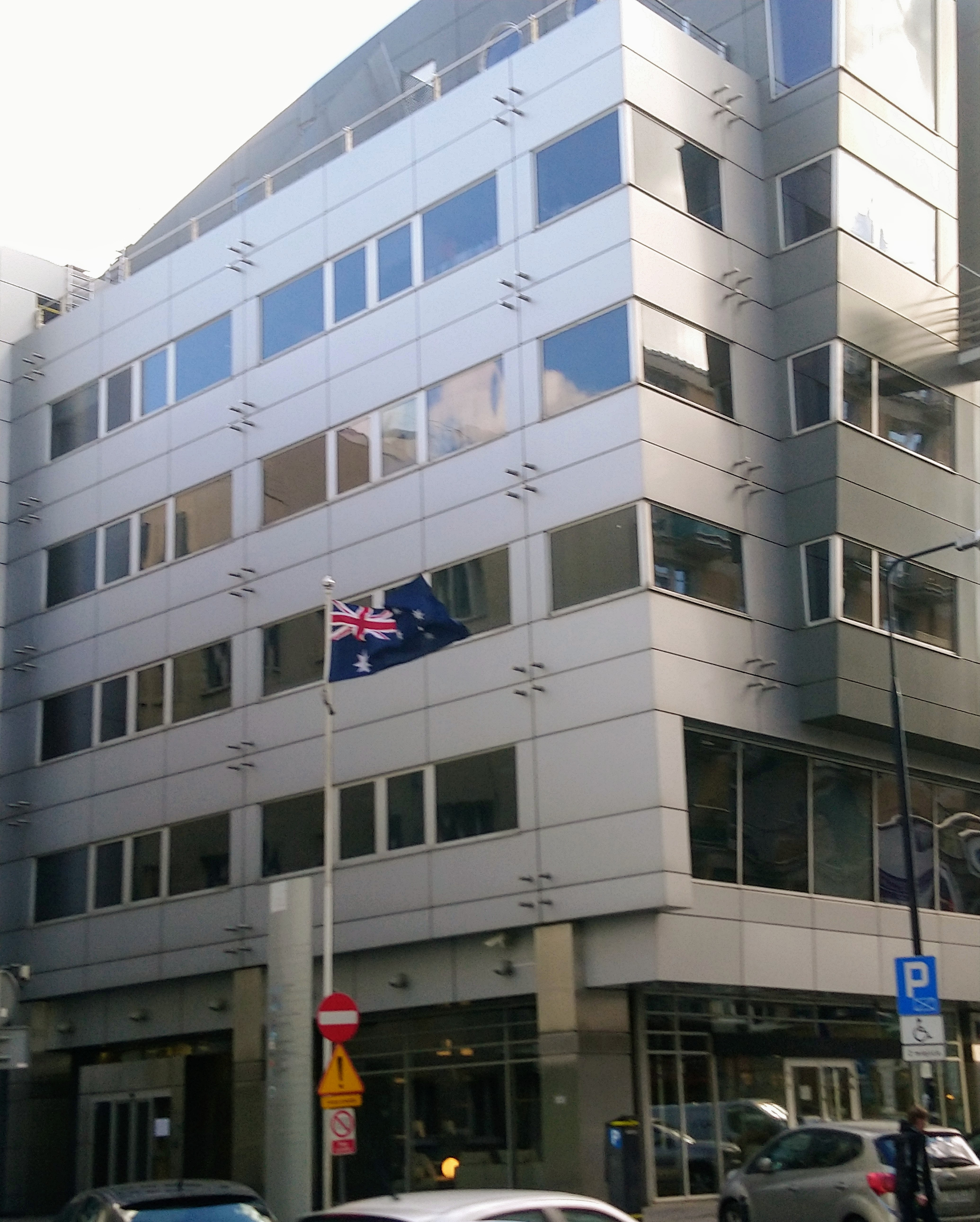
Ambasada Australii w Warszawie

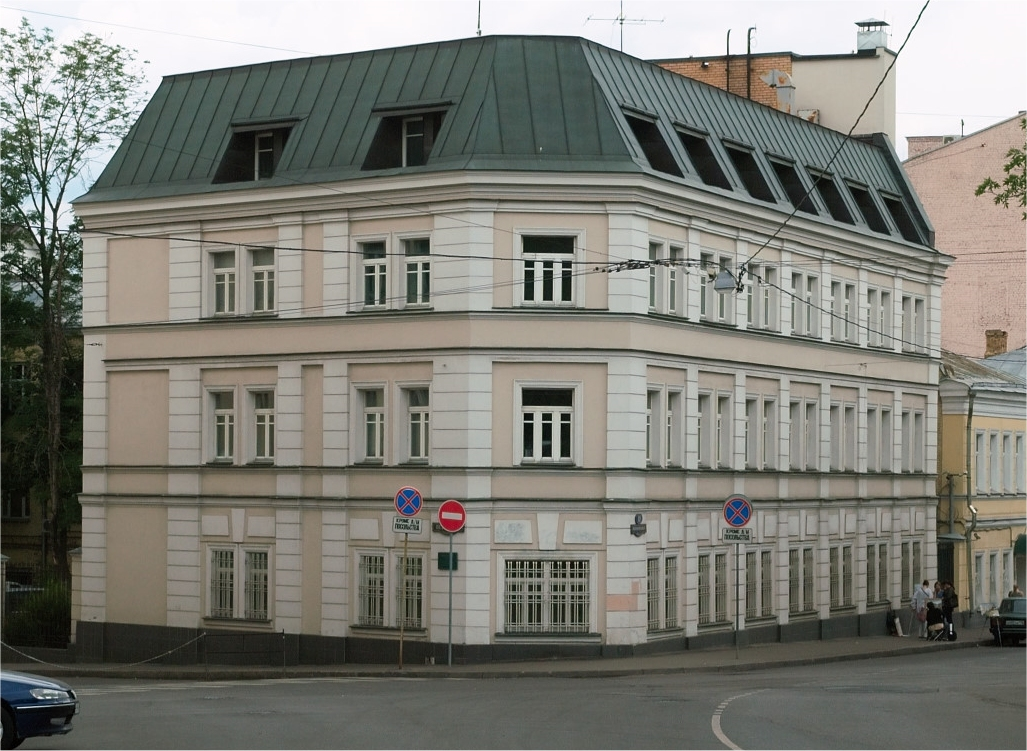
Ambasada Australii w Moskwie

  - Frankfurt nad Menem (Konsulat generalny)
- Polska
  - Warszawa (Ambasada)
- Portugalia
  - Lizbona (Ambasada)
- Rosja
  - Moskwa (Ambasada)
- Serbia
  - Belgrad (Ambasada)
- Stolica Apostolska
  - Rzym (Ambasada)
- Szwajcaria
  - Genewa (Konsulat generalny)
- Szwecja
  - Sztokholm (Ambasada)
- Turcja
  - Ankara (Ambasada)
  - Stambuł (Konsulat generalny)
- Wielka Brytania
  - Londyn (Wysoka komisja)
- Włochy
  - Rzym (Ambasada)
  - Mediolan (Konsulat generalny)

## Ameryka Północna, Środkowa i Karaiby
- Kanada
  - Ottawa (Wysoka komisja)
  - Toronto (Konsulat generalny)
  - Vancouver (Konsulat)
- Meksyk
  - Meksyk (Ambasada)
- Stany Zjednoczone
  - Waszyngton (Ambasada)
  - Atlanta (Konsulat generalny)
  - Chicago (Konsulat generalny)
  - Honolulu (Konsulat generalny)
  - Los Angeles (Konsulat generalny)
  - Nowy Jork (Konsulat generalny)

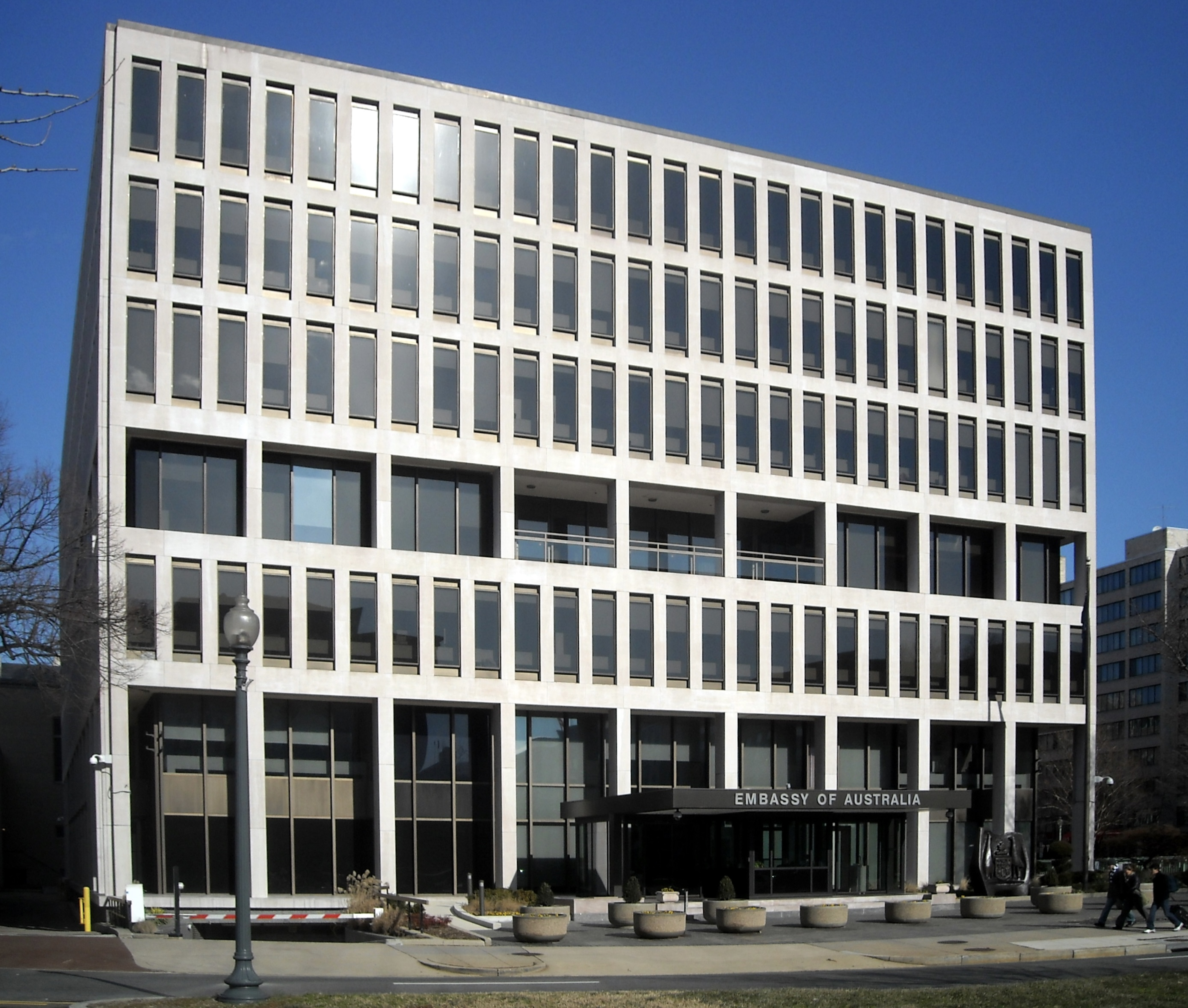
Ambasada Australii w Waszyngtonie

  - San Francisco (Konsulat generalny)
- Trynidad i Tobago
  - Port-of-Spain (Wysoka komisja)

## Ameryka Południowa
- Argentyna
  - Buenos Aires (Ambasada)
- Brazylia
  - Brasília (Ambasada)
  - São Paulo (Konsulat generalny)
- Chile
  - Santiago (Ambasada)
- Peru
  - Lima (Ambasada)

## Afryka

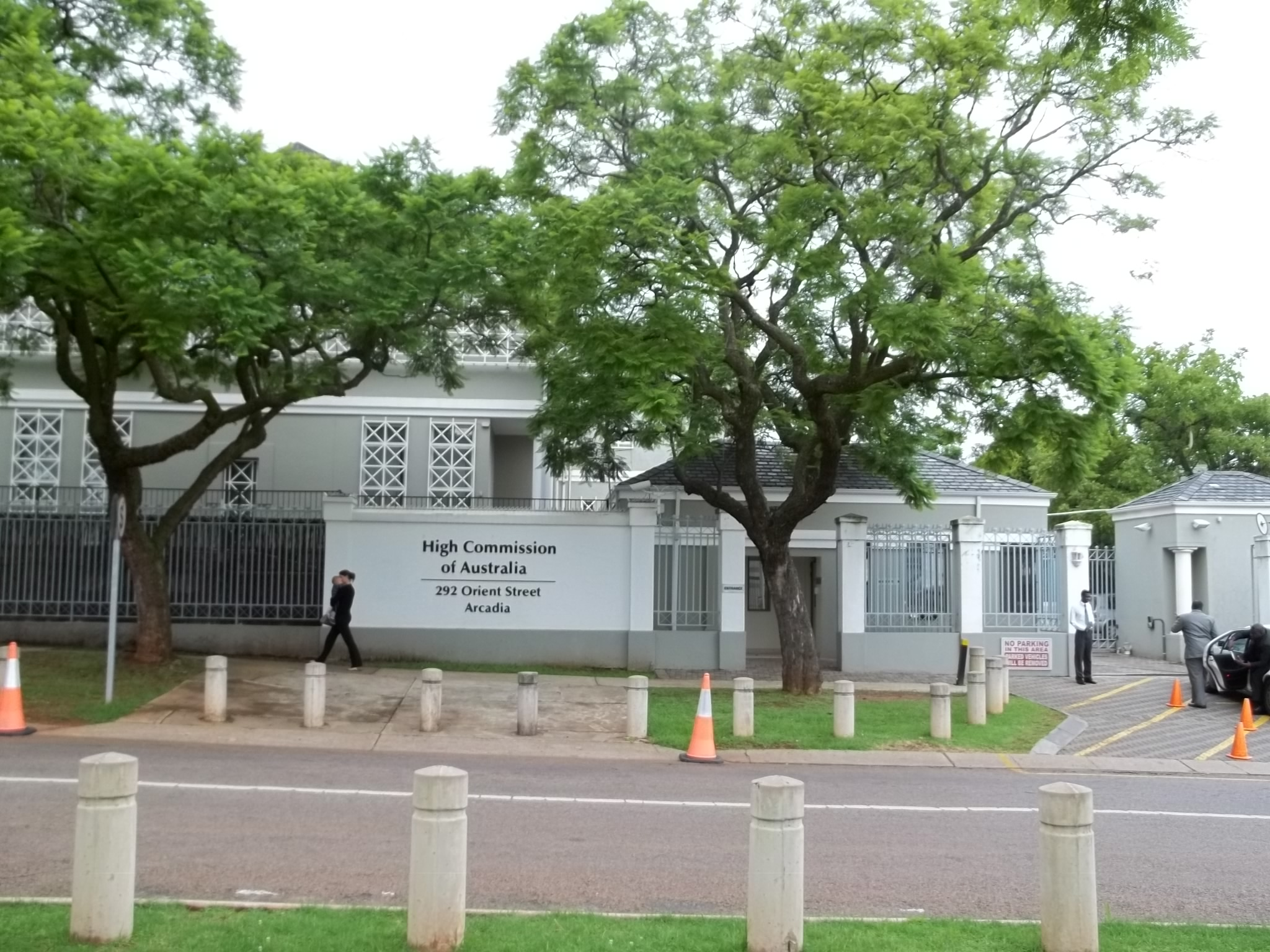
Wysoka Komisja Australii w Pretorii

- Egipt
  - Kair (Ambasada)
- Etiopia
  - Addis Abeba (Ambasada)
- Ghana
  - Akra (Wysoka komisja)
- Kenia
  - Nairobi (Wysoka komisja)
- Libia
  - Trypolis (Konsulat Generalny)
- Mauritius
  - Port Louis (Wysoka komisja)
- Nigeria
  - Abudża (Wysoka komisja)
- Południowa Afryka
  - Pretoria (Wysoka komisja)
- Zimbabwe
  - Harare (Ambasada)

## Azja
- Afganistan
  - Kabul (Ambasada)
- Arabia Saudyjska
  - Rijad (Ambasada)
- Bangladesz
  - Dhaka (Wysoka komisja)
- Mjanma
  - Rangun (Ambasada)
- Brunei

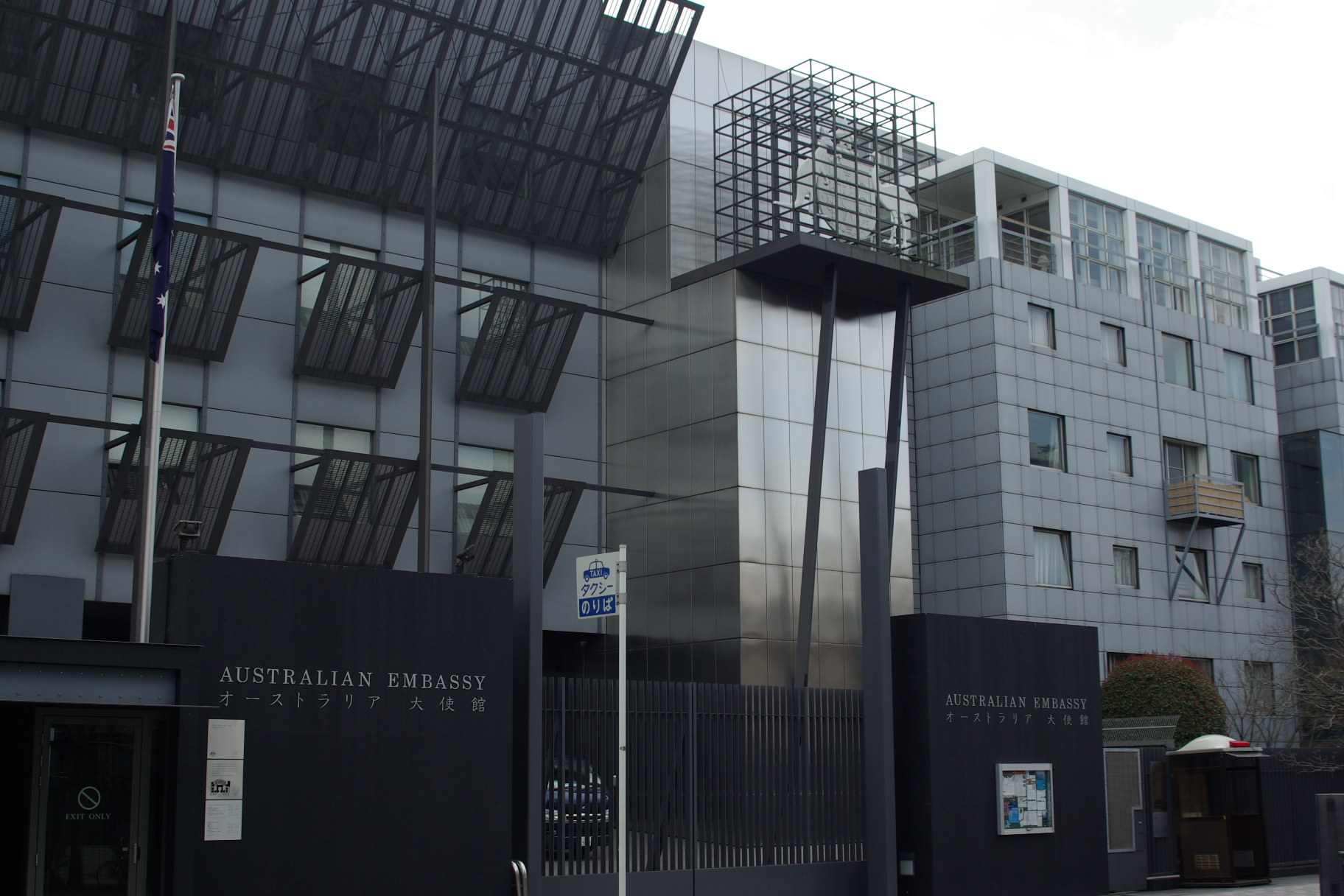
Ambasada Australii w Tokio

  - Bandar Seri Begawan (Wysoka komisja)
- Chiny
  - Pekin (Ambasada)
  - Hongkong (Konsulat generalny)
  - Kanton (Konsulat generalny)
  - Szanghaj (Konsulat generalny)
- Filipiny
  - Manila (Ambasada)
- Indie
  - Nowe Delhi (Wysoka komisja)
  - Mumbaj (Konsulat generalny)
  - Ćennaj (Konsulat generalny)
- Indonezja
  - Dżakarta (Ambasada)
  - Denpasar (Konsulat generalny)
- Irak
  - Bagdad (Ambasada)
- Iran
  - Teheran (Ambasada)
- Izrael
  - Tel Awiw-Jafa (Ambasada)
- Japonia
  - Tokio (Ambasada)
  - Fukuoka (Konsulat generalny)
  - Osaka (Konsulat generalny)
- Jordania
  - Amman (Ambasada)
- Kambodża
  - Phnom Penh (Ambasada)
- Korea Południowa
  - Seul (Ambasada)
- Kuwejt
  - Kuwejt (Ambasada)
- Laos
  - Wientian (Ambasada)
- Liban
  - Bejrut (Ambasada)
- Malezja
  - Kuala Lumpur (Wysoka komisja)
- Nepal
  - Katmandu (Ambasada)
- Pakistan
  - Islamabad (Wysoka komisja)
- Palestyna
  - Ramallah (Przedstawicielstwo)
- Singapur
  - Singapur (Wysoka komisja)
- Sri Lanka
  - Kolombo (Wysoka komisja)
- Tajlandia
  - Bangkok (Ambasada)
- Tajwan
  - Tajpej (Australijskie Biuro Handlu i Przemysłu)
- Timor Wschodni
  - Dili (Ambasada)
- Wietnam
  - Hanoi (Ambasada)
  - Ho Chi Minh (Konsulat generalny)
- Zjednoczone Emiraty Arabskie
  - Abu Zabi (Ambasada)
  - Dubaj (Konsulat generalny)

## Australia i Oceania

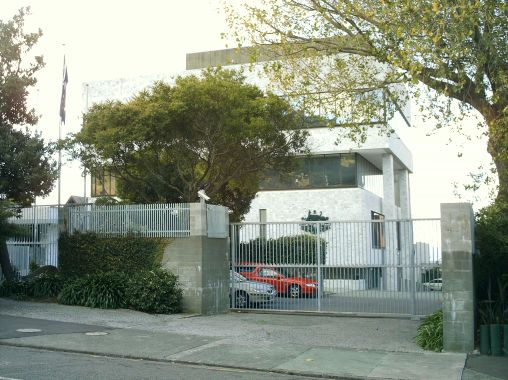
Wysoka Komisja Australii w Wellington

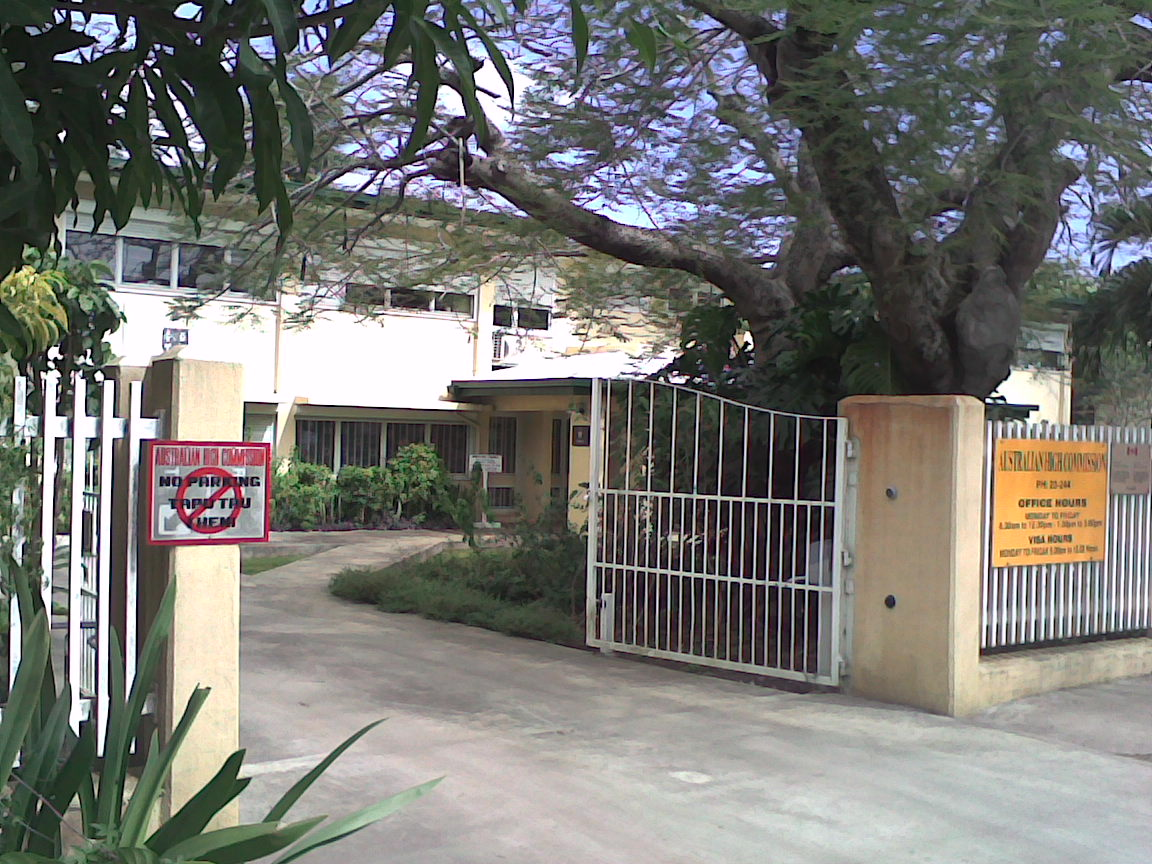
Wysoka Komisja Australii w Nukuʻalofie

- Fidżi
  - Suva (Wysoka komisja)
- Kiribati
  - Tarawa (Wysoka komisja)
- Mikronezja
  - Pohnpei (Ambasada)
- Nauru
  - Aiwo (Wysoka komisja)
- Nowa Zelandia
  - Wellington (Wysoka komisja)
- Papua-Nowa Gwinea
  - Port Moresby (Wysoka komisja)
- Samoa
  - Apia (Wysoka komisja)
- Tonga
  - Nukuʻalofa (Wysoka komisja)
- Vanuatu
  - Port Vila (Wysoka komisja)
- Wyspy Salomona
  - Honiara (Wysoka komisja)

Terytoria zależne:
- Nowa Kaledonia (Francja)
  - Numea (Konsulat generalny)

## Organizacje międzynarodowe
- Nowy Jork - Stałe Przedstawicielstwo przy Organizacji Narodów Zjednoczonych
- Genewa - Stałe Przedstawicielstwo przy Biurze Narodów Zjednoczonych i innych organizacjach
- Paryż - Stałe Przedstawicielstwo przy UNESCO i OECD
- Wiedeń - Stałe Przedstawicielstwo przy Biurze Narodów Zjednoczonych i innych organizacjach
- Bruksela - Stałe Przedstawicielstwo przy Unii Europejskiej